# Oberaarsee
De Oberaarsee is een stuwmeer gelegen in de Grimselpas in Zwitserland. Het meer bevindt zich ten oosten van de Oberaargletsjer. Het meer ontstond na de voltooiing van de Oberaardam in 1953.